# Abraham Erasmus Braam van Wyk
Abraham Erasmus van Wyk, noto anche come Braam van Wyk (1952), è un botanico sudafricano specializzato in tassonomia delle piante.

## Biografia
Abraham Erasmus van Wyk studiò presso l'università di Potchefstroom e presso l'università di Pretoria.
Dopo aver discusso, presso l'università di Pretoria, la sua tesi intitolata Contributions towards a new classification of Eugenia L. (Myrtaceae) in southern Africa, dal 1977, van Wyk è inserito nella struttura del dipartimento di Botanica della medesima università, ove è professore di Tassonomia e sistematica. Inoltre, è conservatore dell'Erbario HGWJ Schweickerdt, gestito dall'università.
Van Wyk ha svolto ricerche su parecchie famiglie di piante, tra le quali vi sono le Araceae, le Celastraceae, le Chenopodiaceae, le Icacinaceae, le Myrtaceae, le Rubiaceae e alcune famiglie di piante endemiche nell'Africa del Sud. Si occupa principalmente di morfologia, anatomia, palinologia, biologia dello sviluppo, riproduzione e biogeografia. S'interessa anche alla flora selvaggia del KwaZulu-Natal, del Pondoland, del Maputaland e del nord-est del Drakensberg.
Van Wyk dirige il lavoro di studenti che si dedicano a parecchi progetti di ricerca, principalmente ricerche etnobotaniche sui legumi tradizionali del Venda e ricerche sul potenziale della flora sudafricana nello sviluppo di piante da ombra in orticoltura.
Van Wyk ha pubblicato, da solo o con altri, oltre 60 nomi botanici ed è stato autore/coautore di numerosi articoli apparsi su riviste scientifiche, così come di numerose monografie dedicate alla flora sudafricana.

## Onorificenze
A Van Wyk sono state assegnate le seguenti onorificenze:
- la medaglia d'argento per la Botanica dall'Associazione dei botanici del Sudafrica,
- l'Allen Dyer Award dalla Succulent Society of South Africa,
- l'Havenga Prize for Life Sciences dalla South African Academy for Science and Arts,
- l'Exceptional Academic Achiever Award dall'università di Pretoria.

## Opere principali
- B. Van Wyk & S. Malan, Field Guide to the Wild Flowers of the Witwatersrand & Pretoria Region, New Holland Publishers, 1988, ISBN 0869778145
- Braam van Wyk & Sasa Malan, Field Guide to the Wild flowers of the Highveld, Struik, 1997, ISBN 9781868720583
- Braam Van Wyk, A Photographic Guide to the Wild Flowers of South Africa, New Holland Publishers, 2000, ISBN 1868723909
- Braam van Wyk, Piet van Wyk, Ben-Erik van Wyk, Photographic Guide to the Trees of Southern Africa, Briza ,2000, ISBN 1875093249
- J. Von Breitenbach, B. De Winter, R. Poynton, E. Van de Berg & B. Van Wyk, Pocket List of Southern African Indigenous Trees, Briza Publications, 2001, ISBN 1875093265
- Abraham E. van Wyk & Gideon F. Smith, Regions of Floristic Endemism in Southern Africa: A Review with Emphasis on Succulents, Umdaus Press, 2001, ISBN 1919766189
- Braam van Wyk & Piet van Wyk, How to Identify Trees in Southen Africa, Struik, 2007, ISBN 9781770072404